# تارزان: ماجراهای حماسی
تارزان: ماجراهای حماسی (انگلیسی: Tarzan: The Epic Adventures) یک مجموعهٔ تلویزیونی ۲۲ قسمتی که در سال‌های ۱۹۹۷–۱۹۹۶ پخش شد.
این سریال در شهر «سان سیتی» در آفریقای جنوبی تصویربرداری شد و یکی از معدود فیلم‌های تارزان است که در مأمن اصلی آن یعنی آفریقا ساخته شده و تا حدی نیز به برخی مطالبِ رمانِ اصلیِ «تارزان» اثرِ ادگار رایس باروز وفادار بود. در ضمن، این سریال به زندگی تارزان تا قبل از آشنایی‌اش با «جین» می‌پردازد و طبعاً این شخصیت، در این سریال، وجود ندارد.

## بازیگران
- جو لارا در نقش «تارزان»
- دنیس کریستوفر
- اندرو دیوف
- آرون سِویل
- لیدی دونیه
- آنجلا هری
- رالف ویلکاکس
- دان مک‌لئود